# Medi interestel·lar
El medi interestel·lar (MIE) és el gas i la pols còsmica que omplen l'espai interestel·lar. Quan el MIE es refereix a la matèria que existeix entre els estels d'una galàxia, l'energia, en forma de radiació electromagnètica, que ocupa el mateix volum, rep el nom de camp de radiació interestel·lar.
El MIE està compost d'una mescla extremament diluïda (per a estàndards terrestres) de ions, àtoms, molècules, pols còsmica, rajos còsmics i camps magnètics. La massa de la matèria és 99% gas i 1% pols. Omple l'espai interestel·lar i s'enquadra dins el medi intergalàctic. El MIE sol ser extremament tènue, amb densitats d'entre uns quants milers i uns quants centenars de milions de partícules per metre cúbic, amb una mitjana a la Via Làctia d'un milió de partícules per metre cúbic. Com a resultat de la nucleosíntesi primordial, el gas és aproximadament 90% hidrogen i 10% heli per nombre de nuclis, amb quantitats testimonials d'elements més pesants.
El MIE té un paper crucial en l'astrofísica, precisament a causa del seu paper intermedi entre les escales estel·lar i galàctica. Els estels es formen a les regions més denses del MIE, els núvols moleculars, i proporcionen matèria al MIE amb les nebuloses planetàries, el vent estel·lar i les supernoves. Aquesta interacció entre els estels i el MIE determina el ritme amb el qual una galàxia exhaureix el seu contingut gasós i, per tant, la longevitat del seu període de formació estel·lar.

## Matèria interestel·lar
La taula 1 mostra les propietats dels components del mitjà interestel·lar en la Via Làctia.
| Component                               | Fracció de volum | Altura d'escala (pc) | Temperatura (K) | Densitat (àtoms/cm³) | Estat de l'hidrogen                         | Tècniques principals d'observació                                                                    |
| --------------------------------------- | ---------------- | -------------------- | --------------- | -------------------- | ------------------------------------------- | --- |
| Núvols moleculars                       | < 1%             | 70                   | 10—20           | 102—106              | molecular                                   | Emissions moleculars en i línies d'absorció en la banda ràdio e infraroja                            |
| Mig neutre frío (CNM)                   | 1—5%             | 100—300              | 50—100          | 20—50                | atòmic neutre                               | Absorció de la línia H I 21 cm                                                                       |
| Mig neutre temperat (WNM)               | 10—20%           | 300—400              | 6000—10000      | 0.2—0.5              | atòmic neutre                               | Emissió de la línia H I 21 cm                                                                        |
| Mitjà ionitzat temperat (WIM)           | 20—50%           | 1000                 | 8000            | 0.2—0.5              | ionitzat                                    | Hα emissió i dispersión de púlsar                                                                    |
| Regions H II                            | < 1%             | 70                   | 8000            | 102—104              | ionitzat                                    | Hα emissió i dispersión de púlsar                                                                    |
| Gas coronal Mitjà ionitzat calent (HIM) | 30—70%           | 1000—3000            | 106—107         | 10-4—10-2            | ionitzat (també metalls altament ionitzats) | Emissió de Raigs X; línies d'absorció de metalls altament ionitzats, principalment en l'ultraviolat. |

### El model trifàsic
Field, Goldsmith & Habing (1969) va proposar el model d'equilibri estàtic de dues fases per a explicar les propietats observades de l'ISM. El seu model de l'ISM incloïa una fase densa freda (T < 300 K), formada per núvols d'hidrogen neutre i molecular, i una fase càlida entre núvols (T ~ 104 K), formada per gas neutre i ionitzat enrarit.McKee & Ostriker (1977) va afegir una tercera fase dinàmica que representava el gas molt calent (T ~ 106 K) que havia estat escalfat per xoc per supernovae i constituïa la major part del volum de l'ISM.
Aquestes fases són les temperatures en les quals l'escalfament i el refredament poden aconseguir un equilibri estable. El seu article va servir de base per als estudis de les tres dècades següents. No obstant això, encara no es coneixen bé les proporcions relatives de les fases i les seves subdivisions.
La física bàsica que subjau a aquestes fases pot entendre's a través del comportament de l'hidrogen, ja que aquest és, amb diferència, el major constituent de l'ISM. Les diferents fases estan aproximadament en equilibri de pressió en la major part del disc galàctic, ja que les regions amb excés de pressió s'expandeixen i refreden, i les regions amb pressió insuficient es comprimeixen i escalfen. Per tant, atès que P = n k T, les regions calentes (alta T) generalment tenen baixa densitat numèrica de partícules n. El gas coronal té una densitat prou baixa perquè les col·lisions entre partícules siguin escasses i, per tant, es produeixi poca radiació, d'aquí ve que hi hagi poca pèrdua d'energia i la temperatura pugui mantenir-se alta durant períodes de centenars de milions d'anys. Per contra, una vegada que la temperatura descendeix a O(105 K) amb una densitat corresponentment major, els protons i electrons poden recombinar-se per a formar àtoms d'hidrogen, emetent fotons que extreuen energia del gas, la qual cosa provoca un refredament galopant. Si es deixés així, es produiria el mitjà neutre calent. No obstant això, les estrelles OB són tan calentes que alguns dels seus fotons tenen una energia superior al límit de Lyman, E > 13,6 eV, prou per a ionitzar l'hidrogen. Tals fotons seran absorbits per, i ionitzaran, qualsevol àtom neutre d'hidrogen que trobin, establint un equilibri dinàmic entre ionització i recombinació tal que el gas prou prop de les estrelles OB està gairebé totalment ionitzat, amb una temperatura entorn dels 8000 K (tret que ja es trobi en fase coronal), fins a la distància en la qual s'esgoten tots els fotons ionitzants. Aquest enfront d'ionització marca el límit entre el mitjà càlid ionitzat i el mitjà càlid neutre.
Les estrelles OB, i també les més fredes, produeixen molts més fotons amb energies inferiors al límit de Lyman, que travessen la regió ionitzada gairebé sense ser absorbits. Alguns d'ells tenen energia suficient (> 11,3 eV) per a ionitzar àtoms de carboni, creant una regió de C II ("carboni ionitzat") fora del front de ionització (hidrogen). En regions denses, la grandària d'aquesta regió també pot estar limitat per la disponibilitat de fotons, però sovint aquests fotons poden penetrar en tota la fase neutra i només són absorbits en les capes externes dels núvols moleculars. Els fotons amb E > 4 eV més o menys poden trencar molècules com l'H2 i el CO, creant una regió de fotodissociació (PDR) que és més o menys equivalent al mitjà neutre calent. Aquests processos contribueixen a l'escalfament del WNM. La distinció entre mig neutre Càlid i Fred hi ha de nou a un interval de temperatura/densitat en el qual es produeix un refredament galopant.
Els núvols moleculars més densos tenen una pressió significativament major que la mitjana interestel·lar, ja que estan unides per la seva pròpia gravetat. Quan es formen estrelles en aquests núvols, especialment estavelles OB, converteixen el gas circumdant en la fase calenta ionitzada, la qual cosa suposa un augment de temperatura de diversos centenars. Inicialment, el gas encara es troba a densitats de núvol molecular i, per tant, a una pressió molt superior a la mitjana de l'ISM: es tracta d'una regió clàssica d'H II. La gran sobrepressió fa que el gas ionitzat s'expandeixi lluny del gas molecular restant (un Flux Champagne), i el flux continuarà fins que el núvol molecular s'evapori per complet o les estrelles OB aconsegueixin el final de les seves vides, després d'uns pocs milions d'anys. En aquest moment, les estrelles OB exploten com supernoves, creant ones expansives en el gas calent que augmenten la temperatura fins a la fase coronal (romanent de supernova, SNR). Aquestes també s'expandeixen i refreden durant diversos milions d'anys fins que tornen a la pressió mitjana del ISM.

### L'ISM en diferents tipus de galàxies
La major part de les discussions sobre l'ISM es refereixen a  galàxies espirals com la Via Làctia, en les quals gairebé tota la massa de l'ISM està confinada en un disc relativament prim, típicament amb una altura d'escala d'uns 100 parsecs (300  anys llum), que pot comparar-se amb un diàmetre de disc típic de 30.000 parsecs. El gas i les estrelles del disc orbiten al voltant del centre galàctic a velocitats orbitals típiques de 200 km/s. Això és molt més ràpid que els moviments aleatoris de la galàxia. Això és molt més ràpid que els moviments aleatoris dels àtoms de l'ISM, però com el moviment orbital del gas és coherent, el moviment medio no afecta directamen a l'estructura de l'ISM. L'altura de l'escala vertical de l'ISM s'estableix aproximadament de la mateixa forma que l'atmosfera terrestre, com un equilibri entre el camp gravitatori local (dominat per les estrelles del disc) i la pressió. Més lluny del pla del disc, l'ISM es troba principalment en les fases càlida i coronal de baixa densitat, que s'estenen almenys diversos milers de parsecs lluny del pla del disc. Aquest halo galàctic o "corona" també conté un important camp magnètic i densitat d'energia de raigs còsmics.
La rotació dels discos galàctics influeix en les estructures de l'ISM de diverses maneres. Atès que la velocitat angular disminueix en augmentar la distància des del centre, qualsevol característica de l'ISM, com els núvols moleculars gegants o les línies de camp magnètic, que s'estenen al llarg d'un rang de ràdio són cisallades per la rotació diferencial, per la qual cosa tendeixen a estirar-se en la direcció tangencial; a aquesta tendència s'oposa la turbulència interestel·lar (vegeu més endavant) que tendeix a aleatoritzar les estructures. Els Braços en espiral es deuen a pertorbacions en les òrbites del disc -essencialment ondulacions en el disc, que fan que les òrbites convergeixin i divergeixin alternativament, comprimint i després expandint l'ISM local. Els braços espirals visibles són les regions de màxima densitat, i la compressió sovint desencadena la formació d'estrelles en els núvols moleculars, donant lloc a una abundància de regions H II al llarg dels braços. La força de Coriolis també influeix en els grans trets de l'ISM.
Les galàxies irregulars, com els Núvols de Magallanes, tenen un mitjà interestel·lar similar al de les espirals, però menys organitzat. En les galàxies el·líptiques l'ISM està gairebé enterament en la fase coronal, ja que no hi ha moviment coherent del disc per a sostenir el gas fred lluny del centre: en el seu lloc, l'altura d'escala de l' ISM ha de ser comparable al radi de la galàxia. Això és coherent amb l'observació que hi ha pocs signes de formació estel·lar actual en les el·líptiques. Algunes galàxies el·líptiques mostren evidències d'un petit component de disc, amb un ISM similar al de les espirals, enterrat prop dels seus centres. L'ISM de les galàxies lenticulars, igual que les seves altres propietats, sembla intermedi entre les espirals i les el·líptiques.

### Estructures

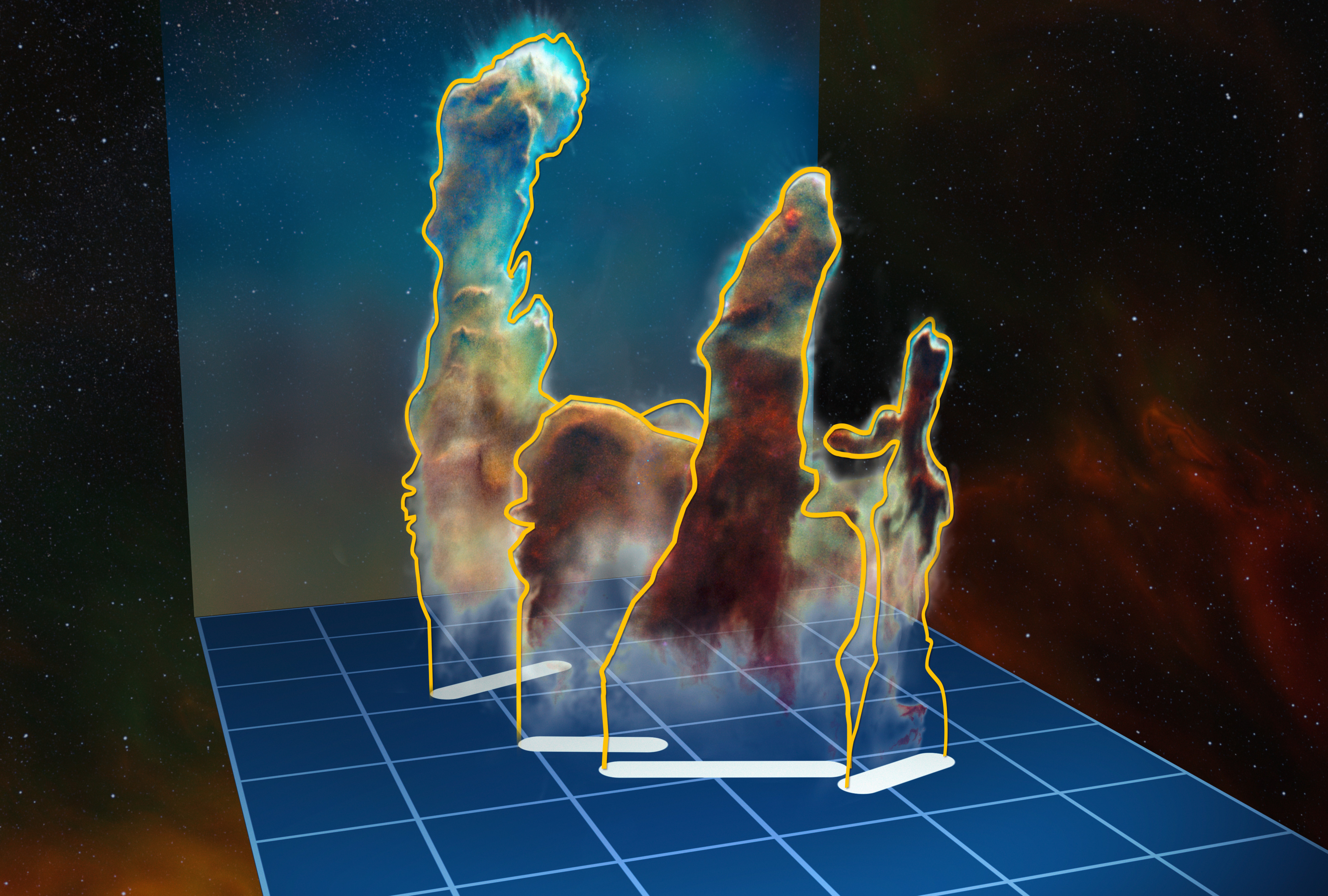
Estructura tridimensional a Pilars de la Creació.

Mapa que mostra el Sol situat prop de la vora del Núvol Interestel·lar Local i Alfa del Centaure a uns 4 anys llum de distància en el complex veí G-Cloud

Els astrònoms descriuen l'ISM com turbulent, cosa que significa que el gas té moviments gairebé aleatoris coherents en un ampli rang d'escales espacials. A diferència de la turbulència normal, en la qual els moviments del fluid són molt subsònics, els moviments del gruix de l'ISM solen ser majors que la velocitat del so. Les col·lisions supersòniques entre núvols de gas provoquen ones de xoc que comprimeixen i escalfen el gas, augmentant la velocitat del so de manera que el flux és localment subsònic; així, la turbulència supersònica s'ha descrit com "una caixa d'ones de xoc", i està inevitablement associada a una complexa estructura de densitat i temperatura. A l'ISM això es complica encara més pel camp magnètic, que proporciona modes d'ona com les ones de Alfvén, que sovint són més ràpides que les ones sonores pures: si les velocitats turbulentes són supersòniques, però inferiors a la velocitat de les ones de Alfvén, el comportament és més semblant a la turbulència subsònica.
Les estrelles neixen en les profunditats de grans complexos de núvols moleculars, normalment d'uns pocs parsecs de grandària. Durant la seva vida i la seva mort, les estrelles interactuen físicament amb l'ISM.
Els vents estel·lars de joves cúmuls d'estrelles (sovint amb regions HII gegants o supergegants al seu voltant) i les ones de xoc creades per supernoves injecten enormes quantitats d'energia en el seu entorn, la qual cosa provoca turbulències hipersòniques. Les estructures resultants, de diverses grandàries, poden veure's en forma de bombolla de vent estel·lar i superbombolles de gas calent, vistes pels telescopis satel·litaris de raigs X, o de fluxos turbulents, vists en els mapes dels radiotelescopis.
Les estrelles i els planetes, una vegada formats, no es veuen afectats per les forces de pressió de l'ISM, per la qual cosa no participen en els moviments turbulents, encara que les estrelles formades en núvols moleculars en un disc galàctic comparteixen el seu moviment orbital general al voltant del centre de la galàxia. Així doncs, les estrelles solen estar en moviment respecte a l'ISM que les envolta. El Sol està viatjant actualment a través del Núvol Interestel·lar Local, un cúmul irregular de fase neutra calenta d'uns pocs parsecs de diàmetre, dins de la Bombolla Local de baixa densitat, una regió de gas coronal de 100 parsecs de ràdio.
L'octubre de 2020, els astrònoms van informar d'un augment significatiu i inesperat de la densitat a l'espai més enllà del sistema solar, detectat per les sondes espacials Voyager 1 i Voyager 2. Segons els investigadors, això implica que "el gradient de densitat és una característica a gran escala del VLISM (mig interestel·lar molt local) en la direcció general del nas heliosfèric".
Molt prop del centre de la majoria de les galàxies (a uns centenars d'anys llum com a màxim), l'ISM està profundament modificat pel forat negre supermassiu central: vegeu Centre galàctic per a la Via Làctia, i Nucli galàctic actiu per a exemples extrems en altres galàxies. La resta d'aquest article se centrarà a l'ISM en el pla del disc de les espirals, lluny del centre galàctic.

## La història del coneixement sobre l'espai interestel·lar

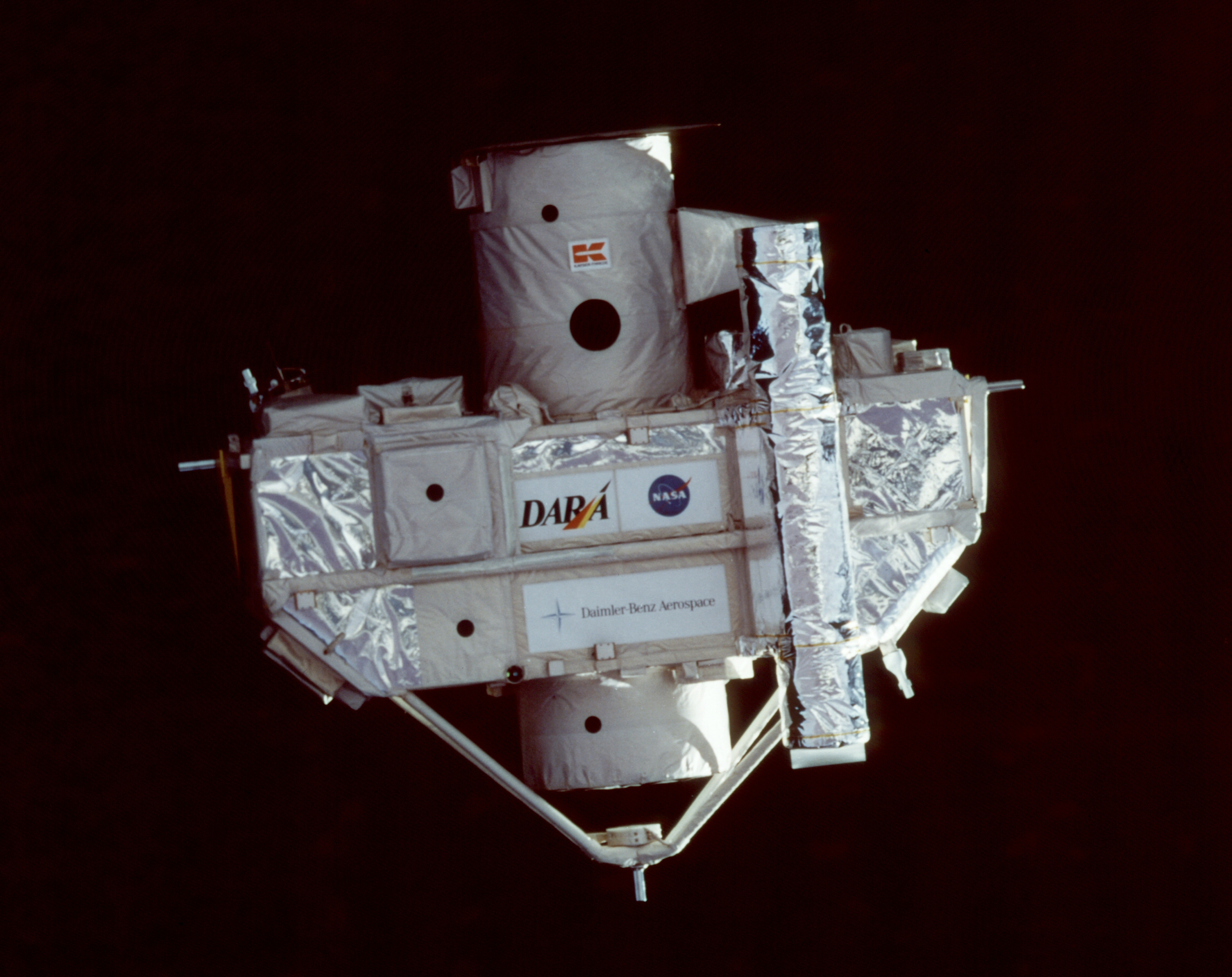
La sonda Orfeus realitza investigacions del medi interestel·lar

La naturalesa del medi interestel·lar ha atret l'atenció d'astrònoms i científics al llarg dels segles. Tanmateix, primer havien de definir el concepte bàsic d'espai interestel·lar. Sembla que Francis Bacon va ser el primer a usar aquest terme en l'escrit, del 1626: "El cel interestel·lar... té... tanta afinitat amb les estrelles, i hi ha una rotació d'això, així com de les estrelles". Més endavant, el filòsof naturalista Robert Boyle digué: "La part interestel·lar del cel, que alguns dels epicurians moderns voldrien que fos buit...".
Abans de la formulació de la teoria electromagnètica moderna, els primers físics postularen que un èter luminífer invisible era el medi de propagació de les ones lluminoses. S'assumia que aquest èter arribava a l'espai interestel·lar, com R. H. Patterson escrigué el 1862: "Aquest flux causa una pertorbació, o moció vibratòria, en l'èter que omple els espais interestel·lars".
L'aparició de noves tècniques fotogràfiques permeté a Edward Barnard produir les primeres imatges de nebuloses fosques, perfilades contra el camp estel·lar, mentre que la primera detecció de matèria freda difusa en l'espai interestel·lar fou feta per Johannes Hartmann el 1904, per mitjà de l'espectroscòpia de la línia d'absorció. En aquest estudi històric de l'espectre i l'òrbita de Delta Orionis, Hartmann observà la llum provinent d'aquest estel i s'adonà que una part d'aquesta llum era absorbida abans d'arribar a la Terra. Hartmann informà que l'absorció de la línia "K" del calci apareixia "extraordinàriament feble, però quasi perfectament abrupta", així com el "resultat bastant sorprenent que la línia de calci a 3.934 àngstroms no sofreix els mateixos desplaçaments periòdics de les línies causats per la moció orbital de l'estel espectroscòpic binari". La naturalesa estàtica d'aquesta línia menà Hartmann a concloure que el gas que absorbia la llum no es trobava en l'atmosfera de Delta Orionis, sinó en un núvol aïllat de matèria que es trobava en algun indret de la línia de mira vers aquest estel. Aquest descobriment llança l'estudi del MIE.